# Tofubeats
tofubeats, de son vrai nom Yūsuke Kawai (河合 佑亮, ou « Kawai YuAkira »),, né le 26 novembre 1990 à Kobe, Préfecture de Hyōgo au Japon, est un chanteur, producteur et DJ japonais. Il commence sa carrière en 2008, et sort son premier disque en solo en 2009. Il a également écrit, composé et produit la plupart des chansons du groupe de hip-hop féminin japonais lyrical school.

## Discographie
Mini-album
1. 2011.06.14 : Future

Albums
1. 2013.04.24 : Lost Decade
2. 2013.11.13 : Don't Stop The Music
3. 2014.04.30 : Disco no Kami-sama (ディスコの神様)
4. 2014.10.02 : First Album
5. 2016.09.16 : Positive
6. 2017.05.24 : Fantasy Club

Singles